# Lijian-1
Lijian-1 (chiń. 力箭一号; znana także jako Zhongke-1A oraz Kinetica-1) – czterostopniowa rakieta nośna na paliwo stałe, opracowana przez chińską firmę CAS Space, spółkę zależną Chińskiej Akademii Nauk.
Lijian-1 pomyślnie przeprowadził swój pierwszy lot 27 lipca 2022 roku i był wówczas największą chińską rakietą nośną zasilaną na paliwo stałe.

## Historia
Projekt rozpoczęto pod koniec 2018 roku wraz z utworzeniem spółki CAS Space. Pierwsze testy rakiety przeprowadzono w listopadzie 2021 roku, a jej pierwszy lot odbył się 27 lipca 2022 roku z Centrum Startowego Satelitów Jiuquan. Rakieta wyniosła wówczas sześć ładunków użytecznych i ustanowiła rekord jako największa chińska rakieta zasilana na paliwo stałe.
Od 2023 roku rakieta używana jest do wynoszenia komercyjnych i naukowych ładunków użytecznych.

## Wykaz lotów
| Data              | Miejsce startu | Ładunek | Orbita                    | Status  |
| ----------------- | -------------- | --- | ------------------------- | ------- |
| 27 lipca 2022     | LS-130, JSLC   | SATech 01, Dianci Zuzhuang Shiyan × 2, GNSS-R, Jinan-1, Nanyue Science Satellite                                   | Orbita heliosynchroniczna | Sukces  |
| 7 czerwca 2023    | LS-130, JSLC   | Shiyan 24A/B, Fucheng-1, Xi'an Hangtou-8, CXPD, Tianyi 26, 20 nieznanych ładunków                                  | Orbita heliosynchroniczna | Sukces  |
| 23 stycznia 2024  | LS-130, JSLC   | Taijing-1-03, Taijing-2-02, Taijing-2-04, Taijing-3-02, Taijing-4-03                                               | Orbita heliosynchroniczna | Sukces  |
| 24 września 2024  | LS-130, JSLC   | Zhongke-01/02, Jilin-1 SAR-01A, Yunyao-21/22                                                                       | Orbita heliosynchroniczna | Sukces  |
| 11 listopada 2024 | LS-130, JSLC   | Jilin-1 Gaofen-05B, Pingtai 02A03, Yunyao-1 31-36, Shiyan-26, Xiguang-1 04, OmanSat 1, Tianyan-24                  | Orbita heliosynchroniczna | Sukces  |
| 27 grudnia 2024   | LS-130, JSLC   | Dier-3, Yunyao-1 × 6, Yinglong 1, Yangwang 2, Yixian A, CASAA-Sat                                                  | Orbita heliosynchroniczna | Porażka |
| 21 maja 2025      | LS-130, JSLC   | Taijing-3 04, Taijing-4 2A, Xingrui-11, Xingjiyuan-1, Lifangti-108 001, Xiguang-1 02                               | Orbita heliosynchroniczna | Sukces  |
| 19 sierpnia 2025  | LS-130, JSLC   | Hashiao-2, Duo Gongneng Shiyan 1, Duo Gongneng Shiyan 2, Duo Gongneng Shiyan 3, Tianyan-26, Thumbsat-1, Thumbsat-2 | Orbita heliosynchroniczna | Sukces  |